# Mesoleptidea decens
Mesoleptidea decens là một loài tò vò trong họ Ichneumonidae.